# Cassius Winston
Cassius Winston (Detroit, 28 febbraio 1998) è un cestista statunitense.

## Carriera

### High school
Winston era un giocatore di preparazione alla University of Detroit Jesuit High School and Academy di Detroit. Come senior nel 2016, ha guidato la sua squadra a un campionato statale di classe A MHSAA ed è stato nominato Mr. Basketball del Michigan. Nel 2020, Winston è stato inserito nella Hall of Fame della Catholic High School League.

### College
Ha scelto di frequentare il college al Michigan State, e nella sua stagione da matricola ha ottenuto una media di 6,7 punti e 5,2 assist a partita in 35 partite.  Al secondo anno, è diventato un titolare a tempo pieno, segnando una media di 12,6 punti e 6,9 assist a partita per gli Spartans e guadagnando gli onori della All- Big Ten Conference della terza squadra.
Entrando nella stagione junior di Winston, è stato selezionato per la squadra All-Big Ten di preseason.  Dopo un buon inizio d'anno, è stato nominato nella lista di controllo di mezza stagione per il John R. Wooden Award.
L'11 marzo 2019, Winston è stato nominato Big Ten Player of the Year.  Il 31 marzo, 2019, Winston ha segnato 20 punti e ha ottenuto 10 assist in una vittoria 68-67 contro Duke nel Elite Eight del torneo di basket NCAA Division I Uomo 2019.
Prima dell'inizio della stagione 2019-20, Winston è stato nominato all'unanimità All-American pre-campionato dall'Associated Press (AP). Il 29 dicembre Winston ha saltato una partita contro il Western Michigan con un livido osseo al ginocchio. Ha segnato un record di 32 punti insieme a nove assist in una vittoria per 87-69 sul Michigan il 5 gennaio 2020.  Winston ha superato il record di 816 assist di Mateen Cleaves il 17 gennaio, vincendo contro il Wisconsin.  Alla fine della stagione regolare, Winston è stato nominato nella Prima Squadra All-Big Ten dagli allenatori e dai media. Winston aveva una media di 18,3 punti e 5,9 assist a partita da senior.

### NBA

#### Washington Wizards (2020-)
Il 18 novembre 2020 è stato scelto dagli Oklahoma City Thunder con la 53ª scelta assoluta nel Draft NBA 2020. Successivamente è stato ceduto ai Washington Wizards.

## Statistiche

### NCAA
| Anno      | Squadra      | PG  | PT  | MP   | TC%  | 3P%  | TL%  | RP  | AP  | PRP | SP  | PP   |
| --------- | ------------ | --- | --- | ---- | ---- | ---- | ---- | --- | --- | --- | --- | ---- |
| 2016-2017 | MSU Spartans | 35  | 5   | 20,7 | 42,3 | 38,0 | 77,5 | 1,8 | 5,2 | 0,7 | 0,1 | 6,7  |
| 2017-2018 | MSU Spartans | 35  | 34  | 28,1 | 50,7 | 49,7 | 90,0 | 3,4 | 6,9 | 0,7 | 0,1 | 12,6 |
| 2018-2019 | MSU Spartans | 39  | 39  | 33,5 | 46,0 | 39,8 | 84,0 | 3,0 | 7,5 | 1,0 | 0,1 | 18,8 |
| 2019-2020 | MSU Spartans | 30  | 30  | 32,7 | 44,8 | 43,2 | 85,2 | 2,5 | 5,9 | 1,2 | 0,0 | 18,6 |
| Carriera  | Carriera     | 139 | 108 | 28,8 | 46,1 | 43,0 | 84,5 | 2,7 | 6,4 | 0,9 | 0,1 | 14,2 |

### NBA

#### Regular Season
| Anno      | Squadra       | PG | PT | MP  | TC%  | 3P%  | TL%  | RP  | AP  | PRP | SP  | PP  |
| --------- | ------------- | -- | -- | --- | ---- | ---- | ---- | --- | --- | --- | --- | --- |
| 2020-2021 | Wash. Wizards | 22 | 0  | 4,5 | 42,4 | 47,1 | 83,3 | 0,4 | 0,5 | 0,1 | 0,0 | 1,9 |
| 2021-2022 | Wash. Wizards | 7  | 0  | 5,6 | 36,4 | 33,3 | 100  | 0,1 | 1,0 | 0,0 | 0,0 | 2,0 |
| Carriera  | Carriera      | 29 | 0  | 4,7 | 40,9 | 43,5 | 90,0 | 0,3 | 0,7 | 0,1 | 0,0 | 1,9 |

#### Playoffs
| Anno     | Squadra       | PG | PT | MP  | TC%  | 3P% | TL% | RP  | AP  | PRP | SP  | PP  |
| -------- | ------------- | -- | -- | --- | ---- | --- | --- | --- | --- | --- | --- | --- |
| 2021     | Wash. Wizards | 1  | 0  | 5,0 | 33,3 | 0,0 | -   | 2,0 | 1,0 | 0,0 | 0,0 | 2,0 |
| Carriera | Carriera      | 1  | 0  | 5,0 | 33,3 | 0,0 | -   | 2,0 | 1,0 | 0,0 | 0,0 | 2,0 |

### G League
| Anno      | Squadra          | PG | PT | MP   | TC%  | 3P%  | TL%  | RP  | AP  | PRP | SP  | PP   |
| --------- | ---------------- | -- | -- | ---- | ---- | ---- | ---- | --- | --- | --- | --- | ---- |
| 2020-2021 | Erie BayHawks    | 15 | 12 | 30,3 | 43,0 | 36,4 | 83,3 | 2,8 | 5,6 | 1,1 | 0,1 | 12,8 |
| 2021-2022 | Capital C. Go-Go | 32 | 7  | 21,3 | 44,0 | 37,1 | 86,5 | 2,7 | 5,0 | 0,6 | 0,2 | 14,1 |
| Carriera  | Carriera         | 47 | 19 | 24,2 | 43,7 | 36,8 | 85,7 | 2,7 | 5,2 | 0,8 | 0,2 | 13,7 |

### Eurolega
| Anno      | Squadra       | PG | PT | MP   | TC%  | 3P%  | TL%  | RP  | AP  | PRP | SP  | PP   |
| --------- | ------------- | -- | -- | ---- | ---- | ---- | ---- | --- | --- | --- | --- | ---- |
| 2022-2023 | Bayern Monaco | 29 | 17 | 19,4 | 35,8 | 28,2 | 89,5 | 2,1 | 3,4 | 0,8 | 0,1 | 11,0 |
| Carriera  | Carriera      | 29 | 17 | 19,4 | 35,8 | 28,2 | 89,5 | 2,1 | 3,4 | 0,8 | 0,1 | 11,0 |

## Palmarès
- Coppa di Germania: 1

Bayern Monaco: 2022-2023